# براندون موسلي
براندون موسلي (بالإنجليزية: Brandon Mosley)‏ هو لاعب كرة قدم أمريكية أمريكي، ولد في 21 ديسمبر 1988 في جيفرسون في الولايات المتحدة.

## وصلات خارجية
- براندون موسلي على موقع مرجع كرة القدم المحترفة.كوم (الإنجليزية)